# Tell Me Goodbye
Tell Me Goodbye là đĩa đơn tiếng Nhật thứ tư của nhóm nhạc nam Hàn Quốc Big Bang và là đĩa đơn thứ hai từ album Big Bang 2. Đĩa đơn được phát hành bởi hai hãng ghi âm YG Entertainment và Universal Music Japan vào ngày 9 tháng 6 năm. Bản tiếng Hàn của bài hát tiếng Nhật còn lại trong đĩa đơn, "Hands Up" góp mặt trong EP tiếng Hàn thứ tư của Big Bang mang tên Tonight. Video âm nhạc của "Tell Me Goodbye" trong vòng 1 tuần sau khi ra mắt (từ ngày 16 tháng 5 năm 2010) trên kênh YouTube của YG Entertainment đã vượt ngưỡng 1 triệu lượt xem.

## Danh sách bài hát
| STT              | Nhan đề                 | Thời lượng |
| ---------------- | ----------------------- | ---------- |
| 1.               | "Tell Me Goodbye"       | 4:05       |
| 2.               | "Hands Up"              | 3:56       |
| 3.               | "Tell Me Goodbye Remix" | 4:51       |
| Tổng thời lượng: | Tổng thời lượng:        | 12:52      |

| DVD | DVD                                     | DVD        |
| STT | Nhan đề                                 | Thời lượng |
| --- | --------------------------------------- | ---------- |
| 1.  | "Tell Me Goodbye" (Video âm nhạc)       |            |
| 2.  | "Tell Me Goodbye" (Quá trình làm video) |            |

## Xếp hạng
| Bảng xếp hạng                | Peak position |
| ---------------------------- | ------------- |
| Đĩa đơn hàng ngày của Oricon | 3             |
| Đĩa đơn hàng tuần của Oricon | 5             |

### Doanh thu và chứng nhận
| Bảng xếp hạng                        | Doanh số (chứng nhận) |
| ------------------------------------ | --------------------- |
| Doanh số đĩa của Oricon              | 46.000                |
| Số lượt tải trên điện thoại của RIAJ | 100.000+ (Vàng)       |

## Lịch sử phát hành
| Quốc gia | Ngày                | Định dạng           | Nhãn đĩa                                |
| -------- | ------------------- | ------------------- | --------------------------------------- |
| Nhật Bản | 9 tháng 6 năm 2010  | Tải kĩ thuật số, CD | YG Entertainment, Universal Music Japan |
| Hàn Quốc | 24 tháng 6 năm 2010 | Tải kĩ thuật số, CD | YG Entertainment                        |
| Taiwan   | 7 tháng 7 năm 2010  | CD                  | Warner Music Taiwan                     |